# Ternana Calcio 2010-2011
Questa voce raccoglie le informazioni riguardanti la Ternana Calcio 1925 nelle competizioni ufficiali della stagione 2010-2011.

## Stagione
La Ternana a inizio stagione cambia allenatore, infatti Renzo Gobbo (fresco vincitore della serie D alla guida del Montichiari) è subentrato in panchina a Francesco Giorgini. Il calciomercato estivo inizia con il botto: la Ternana strappa l'attaccante cileno Luis Antonio Jiménez all'Inter, risolvendo a proprio favore la comproprietà tramite le buste offrendo poco più di 3.000.000 di euro contro i 2.000.000 offerti dal club campione d'Europa. Altri arrivi sono il difensore Fabio Grieco e i centrocampisti Vincenzo Nitride, Andrea Arrigoni e Tobia Fusciello dal Portogruaro. Per quanto riguarda le partenze Guido Di Deo passa al Taranto, Ciro Danucci alla Juve Stabia, Raffaele Perna al Cittadella, Walter Piccioni al Savona, Luca Tedeschi riscattato dal Parma, Matteo Bertoli, alla Lucchese, Fabio Lucioni al Barletta e Marco Rigoni riscattato dal Novara. Mercoledì 25 agosto 2010 l'intero pacchetto azionario della Ternana Calcio S.p.A. passa da Edoardo Longarini ad Angelo Deodati dopo quasi un mese di trattative. Tra la fine di settembre e inizio ottobre si verifica una sorta di dietrofront da parte di Deodati che rinuncia a fare il presidente per motivi personali e di lavoro ma comunque vuole acquistare quote di minoranza e cercando di far entrare in società altri imprenditori. L'11 ottobre viene esonerato dal direttore sportivo Cozzella il tecnico Renzo Gobbo e con lui l'allenatore in seconda Salvatore D'Urso e il preparatore atletico Corrado De Luca. Il 12 ottobre viene ufficializzato come nuovo allenatore Fernando Orsi ex vice di Mancini alla Lazio e all'Inter ed ex allenatore del Livorno sempre in Serie A. Il 23 dicembre 2010 il presidente Deodati si dimette per incomprensioni con la società. Il 17 gennaio 2011 si dimette anche il direttore sportivo Cozzella mentre a inizio 2011 Antonio Recchi è il nuovo Direttore Generale. Il calciomercato invernale registra le cessioni dell'ex capitano Cardona e del promettente Concas rispettivamente alla Lucchese (Prima divisione B) e al Varese (Serie B). In entrata invece preso l'argentino Cejas svincolato dal Brindisi. Il 7 febbraio Orsi viene esonerato dopo aver raccolto 3 punti in 6 partite ed è sostituito da Bruno Giordano. Arrivata 15^ in campionato retrocede dopo i play out contro il Foligno (1-0, 1-1) in Seconda Divisione. Viene poi ripescata in Prima per completamento organici.

## Divise e sponsor
Lo sponsor tecnico per la stagione 2010-2011 è Macron, mentre gli sponsor ufficiali sono Carit e The New Pictures. La divisa è una maglia a strisce verticali della stessa dimensione, rosse e verdi, con pantaloncini neri e calzettoni neri. La seconda divisa è completamente bianca con due strisce verticali, una rossa e una verde, sul petto. La terza divisa è completamente blu.

## Organigramma societario
Dal sito internet ufficiale della società
Area direttiva
- Edoardo Longarini - Patron
- Angelo Deodati - Presidente
- Vittorio Cozzella - Direttore Sportivo
- Francesca Bernardini - Segreteria Amministrativa
- Conta&Labor - Amministrazione

Area organizzativa
- Segreteria Organizzativa: Francesca Caffarelli

Area comunicazione
- Marketing e Comunicazione: Global Soccer S.r.l.

Area tecnica e sanitaria
- Allenatore: Bruno Giordano
- Preparatore atletico: Salvatore D'Urso
- Allenatore dei portieri: Paolo Foti
- Preparatore atletico: Stefano D'Ottavio
- Consulente ortopedico: Giuliano Cerulli
- Medico e responsabile staff sanitario: Gaetano Giubila
- Medico: Stefano Sabatini
- Massaggiatore: Roberto Incontri
- Massaggiatore: Michele Federici

## Rosa
La rosa è aggiornata al 31 gennaio 2011.
| N. |                      | Ruolo | Calciatore                   |
| -- | -------------------- | ----- | ---------------------------- |
|    | Italia (bandiera)    | P     | Pasquale Cunzi               |
|    | Italia (bandiera)    | P     | Stefano Visi (vice capitano) |
|    | Italia (bandiera)    | D     | Tonino Bizzarri              |
|    | Italia (bandiera)    | D     | Pierluigi Borghetti          |
|    | Italia (bandiera)    | D     | Matteo Camillini             |
|    | Italia (bandiera)    | D     | Stefano Fanucci              |
|    | Italia (bandiera)    | D     | David Giubilato              |
|    | Italia (bandiera)    | D     | Fabio Grieco                 |
|    | Italia (bandiera)    | D     | Giuseppe Imburgia            |
|    | Francia (bandiera)   | D     | Julien Christian Perney      |
|    | Italia (bandiera)    | D     | Simone Piva                  |
|    | Italia (bandiera)    | D     | Valerio Quondamatteo         |
|    | Italia (bandiera)    | C     | Andrea Arrigoni              |
|    | Argentina (bandiera) | C     | Maximiliano Cejas            |
|    | Italia (bandiera)    | C     | David D'Antoni               |

| N. |                       | Ruolo | Calciatore                     |
| -- | --------------------- | ----- | ------------------------------ |
|    | Italia (bandiera)     | C     | Michele De Bellis              |
|    | Italia (bandiera)     | C     | Tobia Fusciello                |
|    | Francia (bandiera)    | C     | Samir Amar Lacheheb            |
|    | Italia (bandiera)     | C     | Vincenzo Nitride               |
|    | Italia (bandiera)     | C     | Alessio Savi                   |
|    | Italia (bandiera)     | C     | Tommaso Vailatti               |
|    | Argentina (bandiera)  | A     | Jonatan Alessandro             |
|    | Italia (bandiera)     | A     | Claudio Della Penna            |
|    | Italia (bandiera)     | A     | Andrea Elisei                  |
|    | Italia (bandiera)     | A     | Giorgio Noviello               |
|    | Italia (bandiera)     | A     | Angelo Raffaele Nolé           |
|    | Italia (bandiera)     | A     | Davide Sinigaglia              |
|    | Portogallo (bandiera) | A     | Diogo Tavares                  |
|    | Italia (bandiera)     | A     | Romano Tozzi Borsoi (capitano) |

## Calciomercato

### Sessione estiva (dall'1/7 all'1/9)
| Acquisti | Acquisti             | Acquisti      | Acquisti                        |
| R.       | Nome                 | da            | Modalità                        |
| -------- | -------------------- | ------------- | ------------------------------- |
| D        | David Giubilato      | Frosinone     | svincolato                      |
| D        | Fabio Grieco         | Carpenedolo   | titolo definitivo               |
| C        | Andrea Arrigoni      | Atalanta      | comproprietà                    |
| C        | Claudio Della Penna  | Roma          | prestito                        |
| C        | David D'Antoni       | Rimini        | svincolato                      |
| C        | Tobia Fusciello      | Portogruaro   | titolo definitivo               |
| C        | Vincenzo Nitride     | Torino        | comproprietà                    |
| C        | Tommaso Vailatti     | Torino        | svincolato                      |
| A        | Mario Artistico      | Pescara       | prestito                        |
| A        | Pietro Balistrieri   | Palermo       | riscatto comproprietà           |
| A        | Sasha Cori           | Sangiovannese | fine prestito                   |
| A        | Andrea Elisei        | Grosseto      | titolo definitivo               |
| A        | Luis Antonio Jiménez | Inter         | riscatto comproprietà (3,2 mln) |
| A        | Angelo Raffaele Nolé | Rimini        | svincolato                      |

| Cessioni | Cessioni             | Cessioni    | Cessioni                                                 |
| R.       | Nome                 | a           | Modalità                                                 |
| -------- | -------------------- | ----------- | -------------------------------------------------------- |
| P        | Paolo Ginestra       | Paganese    | titolo definitivo                                        |
| D        | Matteo Bertoli       | Lucchese    | titolo definitivo                                        |
| D        | Luca Tedeschi        | Parma       | riscatto comproprietà                                    |
| D        | Fabio Lucioni        | Siena       | titolo definitivo                                        |
| C        | Nicholas Costantini  | Genoa       | fine prestito                                            |
| C        | Guido Di Deo         | Taranto     | titolo definitivo                                        |
| C        | Ciro Danucci         | Juve Stabia | titolo definitivo                                        |
| C        | Domenico Marino      | Messina     | titolo definitivo                                        |
| C        | Matteo Negrini       | Empoli      | fine prestito                                            |
| C        | Walter Piccioni      | Genoa       | comproprietà                                             |
| A        | Sasha Cori           | Cesena      | titolo definitivo                                        |
| A        | Luis Antonio Jiménez | Cesena      | prestito oneroso (1 mln) con diritto di riscatto (8 mln) |
| A        | Raffaele Perna       | Cittadella  | titolo definitivo                                        |
| A        | Marco Rigoni         | Novara      | riscatto comproprietà                                    |

### Sessione invernale (dal 3/1 al 31/1)
| Acquisti | Acquisti                 | Acquisti  | Acquisti          |
| R.       | Nome                     | da        | Modalità          |
| -------- | ------------------------ | --------- | ----------------- |
| D        | Stefano Fanucci          | Cosenza   | svincolato        |
| C        | Simone Piva              | Gela      | svincolato        |
| C        | Maximiliano Roldán Cejas | Brindisi  | svincolato        |
| A        | Davide Sinigaglia        | Cesena    | titolo definitivo |
| A        | Diogo Tavares            | Frosinone | titolo definitivo |

| Cessioni | Cessioni          | Cessioni        | Cessioni          |
| R.       | Nome              | a               | Modalità          |
| -------- | ----------------- | --------------- | ----------------- |
| D        | Stefano Procida   | Alessandria     | Compartecipazione |
| C        | Antonio Cardona   | Lucchese        | svincolato        |
| C        | Fabio Concas      | Varese          | svincolato        |
| A        | Mario Artistico   | Virtus Lanciano | titolo definitivo |
| A        | Pietro Balistreri | Campobasso      | titolo definitivo |

## Risultati

### Lega Pro Prima Divisione

#### Girone di andata
| Arbitro: | De Faveri (San Donà di Piave) |

|             |           |  |
| Rantier 60’ | Marcatori |  |

| Terni 30 agosto 2010, ore 20:45 CEST 2ª giornata | Ternana             | 0 – 0 | Cosenza | Stadio Libero Liberati (1.500 spett.)\| Arbitro: \| Borriello (Mantova) \| |
| Arbitro:                                         | Borriello (Mantova) |       |         |                                                                            |

| Arbitro: | Di Francesco (Teramo) |

|                                     |           |  |
| Biggi 7’, 64’ Marotta 52’ Pezzi 86’ | Marcatori |  |

| Arbitro: | Soricaro (Barletta) |

|                         |           |  |
| Tozzi Borsoi 28’ (rig.) | Marcatori |  |

| Cava de' Tirreni 19 settembre 2010, ore 15:00 CEST 5ª giornata | Cavese              | 0 – 0 | Ternana | Stadio Simonetta Lamberti (1.914 spett.)\| Arbitro: \| Gavillucci (Latina) \| |
| Arbitro:                                                       | Gavillucci (Latina) |       |         |                                                                               |

| Arbitro: | Di Paolo (Avezzano) |

|                               |           |  |
| Tozzi Borsoi 50’ Lacheheb 83’ | Marcatori |  |

| Arbitro: | Merlino (Udine) |

|                          |           |              |
| D'Anna 2’, 51’ Vacca 58’ | Marcatori | 59’ Noviello |

| Arbitro: | Del Giovane (Albano Laziale) |

|  |           |                         |
|  | Marcatori | 64’ Iacoponi 84’ Coresi |

| Lanciano 17 ottobre 2010, ore 15.00 CEST 9ª giornata | Virtus Lanciano | 0 – 0 | Ternana | Stadio Guido Biondi (1.378 spett.)\| Arbitro: \| Monaco (Tivoli) \| |
| Arbitro:                                             | Monaco (Tivoli) |       |         |                                                                     |

| Arbitro: | Ros (Pordenone) |

|  |           |                            |
|  | Marcatori | 7’, 53’ Catania 82’ Filosa |

| Arbitro: | Barbiero (Vicenza) |

|             |           |  |
| Marolda 71’ | Marcatori |  |

| Arbitro: | Abbattista (Molfetta) |

|                            |           |               |
| Imburgia 24’ Borghetti 77’ | Marcatori | 75’ Tarantino |

| Arbitro: | Pairetto (Nichelino) |

|                                                    |           |  |
| Insigne 32’ (rig.) Sau 46’ Agostinone 67’ Konè 76’ | Marcatori |  |

| Arbitro: | Aversano (Treviso) |

|                     |           |  |
| Nitride 2’ Nolè 12’ | Marcatori |  |

| Roma 27 novembre 2010, ore 14.30 CET 15ª giornata | Atletico Roma     | 0 – 0 | Ternana | Stadio Flaminio (600 spett.)\| Arbitro: \| Aloisi (Avezzano) \| |
| Arbitro:                                          | Aloisi (Avezzano) |       |         |                                                                 |

| Arbitro: | La Penna (Roma) |

|                                         |           |             |
| M. Artistico 8’ Tozzi Borsoi 38’ (rig.) | Marcatori | 28’ Mancino |

| Arbitro: | Mariani (Aprilia) |

|  |           |                        |
|  | Marcatori | 9’ (rig.) Tozzi Borsoi |

#### Girone di ritorno
| Arbitro: | Penno (Nichelino) |

|                                                |           |                                 |
| T. Bizzarri 9’ Tozzi Borsoi 20’ Alessandro 53’ | Marcatori | 22’ Giorgino 34’, 41’ Innocenti |

| Arbitro: | Bruno (Torino) |

|            |           |                  |
| Essabr 89’ | Marcatori | 73’ Tozzi Borsoi |

| Arbitro: | Roca (Foggia) |

|  |           |             |
|  | Marcatori | 53’ Bertoli |

| Arbitro: | Pasqua (Tivoli) |

|                       |           |  |
| Carparelli 23’ (rig.) | Marcatori |  |

| Arbitro: | Marini (Roma) |

|                  |           |           |
| Tozzi Borsoi 43’ | Marcatori | 9’ Alfano |

| Arbitro: | Ripa (Nocera Inferiore) |

|          |           |                              |
| Rana 33’ | Marcatori | 47’, 64’ (rig.) Tozzi Borsoi |

| Arbitro: | Coccia (San Benedetto del Tronto) |

|             |           |                                          |
| Tavares 27’ | Marcatori | 21’ Evacuo 57’ Clemente 80’ (rig.) Bueno |

| Foligno 27 febbraio 2011, ore 14:30 CEST 25ª giornata | Foligno          | 0 – 0 | Ternana | Stadio Enzo Blasone (1.357 spett.)\| Arbitro: \| Bolano (Livorno) \| |
| Arbitro:                                              | Bolano (Livorno) |       |         |                                                                      |

| Terni 13 marzo 2011, ore 14:30 CEST 26ª giornata | Ternana              | 0 – 0 | Virtus Lanciano | Stadio Libero Liberati (1.500 spett.)\| Arbitro: \| Cifelli (Campobasso) \| |
| Arbitro:                                         | Cifelli (Campobasso) |       |                 |                                                                             |

| Arbitro: | Bellotti (Verona) |

|          |           |  |
| Negro 8’ | Marcatori |  |

| Arbitro: | Aversano (Treviso) |

|                             |           |                       |
| Sinigaglia 6’, 85’ Nolè 44’ | Marcatori | 49’ Bocalon 70’ Fiale |

| Arbitro: | Mariani (Aprilia) |

|                                 |           |  |
| Mezavilla 26’ Corona 44’ (rig.) | Marcatori |  |

| Arbitro: | Borriello (Mantova) |

|                         |           |                            |
| Nolè 19’, 51’ Cejas 34’ | Marcatori | 32’ Sau 50’ (rig.) Insigne |

| Gela 23 aprile 2011, ore 15:00 CET 31ª giornata | Gela              | 0 – 0 | Ternana | Stadio Vincenzo Presti (1.446 spett.)\| Arbitro: \| Barbeno (Brescia) \| |
| Arbitro:                                        | Barbeno (Brescia) |       |         |                                                                          |

| Arbitro: | Viti (Campobasso) |

|                    |           |                            |
| Tozzi Borsoi 90+4’ | Marcatori | 72’ Miglietta 90+2’ Mazzeo |

| Arbitro: | Operato (Isernia) |

|                 |           |                                        |
| Mancino 9’, 82’ | Marcatori | 36’ (rig.) Tozzi Borsoi 83’ Sinigaglia |

| Arbitro: | Gavillucci (Latina) |

|                                        |           |                                         |
| Tozzi Borsoi 37’ (rig.) Sinigaglia 47’ | Marcatori | 35’ Statella 90’ Doumbia 90+5’ Carretta |

## Play-out
| Arbitro: | Di Bello (Brindisi) |

|                |           |  |
| Falcinelli 48’ | Marcatori |  |

| Arbitro: | Di Paolo (Avezzano) |

|                |           |                 |
| Sinigaglia 52’ | Marcatori | 90+3’ La Mantia |

### Coppa Italia

#### Gara Unica
| Arbitro: | Bietolini (Firenze) |

|                                   |           |            |
| Noviello 15’ Savi 55’ Nitride 64’ | Marcatori | 9’ Lazzaro |

| Arbitro: | Giancola (Vasto) |

|                            |           |  |
| Reginaldo 25’ Carobbio 57’ | Marcatori |  |

### Coppa Italia Lega Pro

#### Gara Unica
| Arbitro: | Aloisi (Avezzano) |

|                              |           |  |
| Alessandro 13’, 83’ Nolè 66’ | Marcatori |  |

| Arbitro: | Giorgetti (Cesena) |

|                                    |           |                                                                   |
| Concas 45’ Tozzi Borsoi 81’ (rig.) | Marcatori | 43’ Mazzarani 47’, 106’ Doumbia 97’, 115’ Chiaretti 101’ Pelagias |

## Statistiche
Statistiche aggiornate al 5 giugno 2011

### Statistiche di squadra
| Competizione          | Punti   | In casa | In casa | In casa | In casa | In casa | In casa | In trasferta | In trasferta | In trasferta | In trasferta | In trasferta | In trasferta | Totale | Totale | Totale | Totale | Totale | Totale | DR  |
| Competizione          | Punti   | G       | V       | N       | P       | Gf      | Gs      | G            | V            | N            | P            | Gf           | Gs           | G      | V      | N      | P      | Gf     | Gs     | DR  |
| --------------------- | ------- | ------- | ------- | ------- | ------- | ------- | ------- | ------------ | ------------ | ------------ | ------------ | ------------ | ------------ | ------ | ------ | ------ | ------ | ------ | ------ | --- |
| Campionato e playout  | 36 (-2) | 18      | 7       | 5       | 6       | 24      | 25      | 18           | 2            | 7            | 9            | 7            | 22           | 36     | 9      | 12     | 12     | 31     | 47     | -16 |
| Coppa Italia          | -       | 1       | 1       | 0       | 0       | 3       | 1       | 1            | 0            | 0            | 1            | 0            | 2            | 2      | 1      | 0      | 1      | 3      | 3      | 0   |
| Coppa Italia Lega Pro | -       | 2       | 1       | 0       | 1       | 5       | 6       | 0            | 0            | 0            | 0            | 0            | 0            | 2      | 1      | 0      | 1      | 5      | 6      | -1  |
| Totale                | -       | 21      | 9       | 5       | 7       | 32      | 32      | 19           | 2            | 7            | 10           | 7            | 24           | 40     | 11     | 12     | 17     | 39     | 56     | -17 |